# Вила-Нова-ду-Сул
Вила-Нова-ду-Сул (порт. Vila Nova do Sul) — населённый пункт и муниципалитет в Бразилии, входит в штат Риу-Гранди-ду-Сул. Составная часть мезорегиона Западно-центральная часть штата Риу-Гранди-ду-Сул. Входит в экономико-статистический микрорегион Санта-Мария. Население составляет 4576 человек на 2006 год. Занимает площадь 523,935 км². Плотность населения — 8,7 чел./км².

## История
Город основан 20 марта 1942 года.

## Статистика
- Валовой внутренний продукт на 2003 составляет 37.758.538,00 реалов (данные: Бразильский институт географии и статистики).
- Валовой внутренний продукт на душу населения на 2003 составляет 8.519,53 реалов (данные: Бразильский институт географии и статистики).
- Индекс развития человеческого потенциала на 2000 составляет 0,736 (данные: Программа развития ООН).